# Karin Dor
Karin Dor, coneguda també com a Rose Dor, (Wiesbaden, 22 de febrer de 1938 - Múnic, 6 de novembre de 2017) fou una actriu alemanya.

## Biografia
Karin va intentar entrar en el món de cinema inicialment com a figurant, aficionant-se llavors a treballar davant la càmera. Entre 1954 i 1968 va estar casada amb un home 30 anys més gran que ella, el director de cinema austríac Harald Reinl, qui li va donar el seu primer paper parlat a una pel·lícula i posteriorment la va contractar per a moltes de les seves pel·lícules. En nombroses fonts s'indica 1936 com a l'any del seu naixement, possiblement perquè Karin va afegir-se dos anys per poder-se casar sense problemes el 1954.
En la dècada del 1960, va ser una de les actrius alemanyes més populars del cinema d'entreteniment. Va actuar en diverses pel·lícules, com ara les basades en novel·les de Karl May i Edgar Wallace, les del personatge doctor Mabuse i les de Fu-Manxú. En aquestes pel·lícules feia sovint el paper de la innocent perseguida, decidida i valenta, que desafia al dolent, per una bona causa.
Tres vegades va interpretar el paper principal femení en pel·lícules western de Karl May: l'any 1962, al costat de Götz George, en der Schatz im Silbersee, el 1964 com Ribanna, el gran amor de Winnetou, en la segona part Winnetou 2, i el 1968 en Winnetou und Shatterhand im Tal der Toten. En 1994 va rebre el premi Scharlih, el més famós associat al nom de Karl May.
Internacionalment Dor es va ser coneguda per la pel·lícula Només es viu dues vegades (1967) de la sèrie de James Bond 007, i per Topaz d'Alfred Hitchcock (1969). En totes dues pel·lícules el seu personatge patia una mort horrible. En la de James Bond feia de l'agent Helga Brandt, que moria devorada per piranyes. En el cas de Hitchcock feia de Juanita, una cubana, que moria a trets de pistola del seu gelós amant. Hitchcock volia que l'escena de la mort fos com una escena d'amor. La càmera es va col·locar directament damunt d'ella i el seu company d'escena, John Vernon. Després de sentir-se el tret, Dor queia al terra i s'obria el seu vestit de color violeta com una flor. Hitchcock havia disposat fils lligats al vestit, que van ser tensats per diverses persones fora de càmera en el moment de la caiguda.
Fins a principis de la dècada de 1970, va treballar en papers internacionals de produccions de cinema i de TV, com ara les sèries estatunidenques It Takes a Thief (1969) o Ironside (1970). A partir del divorci d'Harald Reinl, el 1968, i de l'aparició d'un càncer, la seva carrera com a actriu va començar a caure.
Karin Dor es va casar amb l'empresari Günther Schmucker el 1972, del qual es va divorciar el 1974. El 1985, segons altres fons el 1988, es va casar de nou amb l'especialista de cinema George Robotham i va viure durant molt de temps als Estats Units. Va tornar a Alemanya amb el seu tercer marit malalt d'Alzheimer. Robotham va morir al febrer de 2007, a Bonn, als 86 anys.
Karin Dor va reorientar la seva carrera i va pujar als escenaris de teatre, en clàssics com Tartuf o en comèdies de bulevard com Der Neurosenkavalier, una funció que va interpretar més de 500 vegades. També va aparèixer ocasionalment en produccions de televisió i cinema. La seva tornada al cinema que va tenir lloc en 2006, a la pel·lícula Ich bin die Andere, com a mare alcohòlica de Katja Riemann. Des d'agost de 2008 va actuar en la comèdia especialment escrita per a ella, Man liebt nur dreimal (l'home només estima tres vegades) al Teatre de Comèdia Bavarès de Múnic. Poc després d'una caiguda, en el mes de juliol de 2016, va reaparèixer en aquest teatre, recuperada només parcialment.
Karin Dor va morir el 6 de novembre de 2017 en una llar d'ancians de Múnic.

## Filmografia (selecció)

### Com a actriu
- 1953: Der letzte Walzer
- 1954: Rosen aus dem Süden
- 1954: Rosen-Resli
- 1954: Der schweigende Engel
- 1954: Ihre große Prüfung
- 1955: Solange du lebst
- 1956: Santa Lucia
- 1957: Kleiner Mann – ganz groß
- 1957: Die Zwillinge vom Zillertal
- 1957: Almenrausch und Edelweiß
- 1958: Mit Eva fing die Sünde an
- 1958: Worüber man nicht spricht
- 1958: 13 kleine Esel und der Sonnenhof
- 1958: Skandal um Dodo
- 1959: So angelt man keinen Mann
- 1959: Das blaue Meer und Du
- 1959: Ein Sommer, den man nie vergißt
- 1960: Die Bande des Schreckens
- 1960: Im weißen Rößl
- 1961: Der grüne Bogenschütze
- 1961: Bei Pichler stimmt die Kasse nicht
- 1961: Der Fälscher von London
- 1961: Am Sonntag will mein Süßer mit mir segeln gehn
- 1961: Im schwarzen Rößl
- 1961: Die unsichtbaren Krallen des Dr. Mabuse
- 1962: Der Teppich des Grauens
- 1962: Ohne Krimi geht die Mimi nie ins Bett
- 1962: Der Schatz im Silbersee
- 1963: Die weiße Spinne
- 1963: Der Würger von Schloß Blackmoor
- 1963: Das Geheimnis der schwarzen Witwe
- 1963: Zimmer 13
- 1964: Winnetou 2
- 1964: Der letzte Mohikaner
- 1965: Hotel der toten Gäste
- 1965: El rostre de Fu Manxú
- 1965: Ich habe sie gut gekannt
- 1965: Der unheimliche Mönch
- 1966: Gern hab’ ich die Frauen gekillt
- 1966: Wie tötet man eine Dame?
- 1966: Der Mann mit den tausend Masken
- 1966: Die Nibelungen – 1
- 1966: Die Nibelungen – 2
- 1967: Només es viu dues vegades
- 1967: Die Schlangengrube und das Pendel
- 1968: Caroline Chérie
- 1968: Winnetou und Shatterhand im Tal der Toten
- 1968: Topaz
- 1969: It Takes a Thief (sèrie de TV)
- 1970: Dracula jagt Frankenstein
- 1970: Ironside (sèrie de TV)
- 1970: FBI (sèrie de TV)
- 1971: Haie an Bord
- 1972: Liebe ist so selten
- 1974: Hochzeitsnacht im Paradies
- 1974: Die Antwort kennt nur der Wind
- 1975: Frauenstation
- 1976: Vier in der Sahara
- 1977: Mission Overkill
- 1977: Dark Echo
- 1981: Achtung Zoll
- 1983: Der Lord und das Kätzchen
- 1985: Gipfeltreffen
- 1986: Johann Strauß – Der König ohne Krone
- 1992/1993: Die große Freiheit
- 1993: Mein Freund, der Lipizzaner
- 1997: Rosamunde Pilcher – Der Preis der Liebe
- 2000: Rosamunde Pilcher – Ruf der Vergangenheit
- 2001: SOKO 5113
- 2003: Inga Lindström
- 2005: Ich bin die Andere
- 2009: Das Traumschiff – Indian Summer
- 2010: Das Traumschiff – Panamá
- 2011: Rosamunde Pilcher – Herzensfragen
- 2015: Die abhandene Welt

### Programes de televisió
- 1974: Dalli Dalli
- 1977: Klimbim (capítol 19)
- 1977: Zum Blauen Bock (capítol 153)
- 1979: Auf Los geht’s los (capítol 17)
- 1985: Alles oder nichts
- 1987: NDR Talk Show
- 1994: Wie würden Sie entscheiden?
- 1998: Höchstpersönlich (retrat de Karin Dor)
- 1998: Boulevard Bio
- 2000: NDR Talk Show
- 2002: Johannes B. Kerner
- 2006: Beckmann
- 2006: Wetten, dass..?
- 2010: My Swinging Sixties – Gottschalks Zeitreise (ZDF-Nostalgieshow)
- 2010: Kölner Treff
- 2010: ARD Buffet